# Sanitka (seriál)
Sanitka je jedenáctidílný televizní seriál ČSSR režiséra Jiřího Adamce z roku 1984. Děj seriálu je zasazen do prostředí pražské zdravotnické záchranné služby od roku 1956 do 70. let 20. století.
Po téměř třiceti letech natočila Česká televize pokračování seriálu, nazvané Sanitka 2, premiérově vysílané na podzim roku 2013.

## Obsazení
| Jaromír Hanzlík       | MUDr. Vojtěch Jandera, lékař záchranky                         |
| Tomáš Juřička         | Jaroslav „ Jarda “ Jandera, bratr Vojtěcha                     |
| Zlata Adamovská       | Eliška Janderová (dříve: Vorlová), manželka Vojtěcha           |
| Jiří Bartoška         | MUDr. Richard Skalka, lékař záchranky                          |
| Pavel Zedníček        | František „ Fanda “ Beznoska – nejrychlejší řidič na záchrance |
| Josef Vinklář         | MUDr. Jaroš – ředitel záchranky                                |
| Josef Karlík          | Cyril Jandera, otec Vojtěcha a řezník                          |
| Petr Nárožný          | Pudil, garážmistr                                              |
| Simona Stašová        | dispečerka Erika                                               |
| Věra Galatíková       | Jaruška, vrchní sestra záchranné služby                        |
| Ivana Andrlová        | Alžběta Hálová, partnerka Jaroslava                            |
| Ota Sklenčka          | Kamil Jandera, strýc Vojtěcha a Jaroslava                      |
| Petr Kostka           | MUDr. Václav Mádr, lékař záchranky                             |
| František Němec       | Evžen Adamec, řidič sanitky                                    |
| Vladimír Dlouhý       | MUDr. Holoubek, lékař záchranky                                |
| Eva Hudečková         | MUDr. Eva Houdková, bývalá kolegyně Vojtěcha                   |
| Zdeněk Ornest         | MUDr. Kotek – primář chirurgie                                 |
| Jaroslava Adamová     | Eva Dolejšová, matka MUDr. Evy Houdkové                        |
| Nelly Gaierová        | Vávrová                                                        |
| Zdena Hadrbolcová     | Miluška – Cyrilova družka                                      |
| Lukáš Vaculík         | syn Milušky                                                    |
| Nataša Gollová        | pacientka v nemocnici                                          |
| Zdeněk Řehoř          | MUDr. Bohumil Novotný, lékař záchranky                         |
| Ladislav Pešek        | Konůpek – osamělý senior, pacient se sebevražedným úmyslem     |
| Miroslav Zounar       | Votava – sanitář                                               |
| Marie Vášová          |                                                                |
| Jiřina Štěpničková    |                                                                |
| Karel Heřmánek        | Miloslav Fairaizl, exmanžel Elišky a pilot ČSA                 |
| Vladimír Krška        | Rudolf Vorel, otec Elišky                                      |
| Otakar Brousek starší | MUDr. Houdek, manžel MUDr. Evy Houdkové                        |
| Bořivoj Navrátil      |                                                                |
| Drahomíra Fialková    |                                                                |
| Andrea Čunderlíková   | Jitka                                                          |
| Karel Hlušička        |                                                                |
| Adolf Filip           |                                                                |
| Ladislav Křiváček     | Jarolímek – vynálezce, psychopatický pacient                   |
| Josef Langmiler       |                                                                |
| Míla Myslíková        | dispečerka Marie                                               |
| Jana Bermanová        |                                                                |
| Jiří Schmitzer        | sanitář Urbánek                                                |
| Petr Oliva            | sanitář Hájek                                                  |
| Zdeněk Dušek          | sanitář Doubrava                                               |
| Petr Pospíchal        | sanitář Michálek                                               |
| Boris Rösner          | MUDr. Milan Jareš, lékař v nemocnici                           |
| Pavel Soukup          | MUDr. Dobeš, lékař záchranky                                   |
| Svatopluk Skopal      | MUDr. Jan Karlík, lékař záchranky                              |
| Zdeněk Buchvaldek     | lékař v nemocnici                                              |
| Dalimil Klapka        |                                                                |
| Otakar Brousek mladší |                                                                |
| Vladislav Beneš       |                                                                |
| Vladimír Kratina      | dostihový tipař                                                |
| Vanda Švarcová        |                                                                |
| Zdeněk Srstka         | Korejs, sanitář                                                |
| Yvetta Blanarovičová  | přítelkyně exmanžela Elišky                                    |
| Jan Čenský            | ošetřovatel koní                                               |

## Děj seriálu
Původní série Sanitky zahrnovala jedenáct dílů:
1. 1960. Mladý nadějný chirurg Vojtěch Jandera se rozhodl odejít z významné pražské kliniky k záchranné službě.
2. Prvním případem doktora Jandery u Záchranné služby je tragické utonutí, kdy mohl chlapce zachránit člověk jedoucí v loďce, ale z prosté lhostejnosti mu nepomohl.
3. 1961. O rok později se Jandera setká s pacientkou Eliškou, což pro něj bude mít osudové následky.
4. Záchranná služba zasahuje při velké dopravní nehodě městského autobusu. Mimo tuto hlavní událost navíc pacientka Eliška jede s doktorem Janderou na pohřeb otcovy družky.
5. Vojtěch Jandera najde sestru osamělého muže, který odmítá žít, a smíří jejich starý spor. Dál se sbližuje s Eliškou, což nese těžko jeho bratr Jarda. Eliška však stále bydlí se svým bývalým manželem a řeší potíže s bytem. Vojtěch s doktorem Mádrem mají vycestovat na zahraniční stáž, Mádr má ale kádrové problémy a potřebuje doporučení k výjezdu do kapitalistické ciziny.
6. Mladý dělník zemřel proto, že nedostal včas infuzi. Doktor Jandera proto řeší technické vybavení sanitek. Sanitář Evžen mezitím řeší problémy v osobním životě se svou přítelkyní, letuškou Jitkou. Vojtěch ho kryje, když se kvůli únavě dopustil dopravní nehody.
7. 1965. Záchranná služba dostává nový, tehdy moderní typ sanitek IMV 1000. Končící doktor Novotný při posledním výjezdu k havárii mladého Švéda zažije svůj životní sen: poprvé mu pacient za lékařskou pomoc poděkuje. Doktoři Jandera a Mádr odjíždějí na světový lékařský kongres do Kodaně, kde má Mádr úspěch se svým referátem a rozhodne se v zahraničí zůstat.
8. Na uvolněné místo po Mádrově emigraci získá Vojtěch Jandera svého spolužáka Dr. Karlíka, lékaře z venkova. Ten po čase dostane nabídku místa na klinice, ale při záchraně tonoucí dívky pozná samolibou přezíravost lékařů z této kliniky a rozhodne se zůstat. Otevírá se nové klinické pracoviště s intenzivní péčí a Jandera se stěhuje k Elišce. Na peroně stojí souprava vozů Bap, dodaných v roce 1976.
9. Vojtěchův bratr Jaroslav se od práce u koní vrací do Prahy a dostává se do vlivu pochybné party. Ve rvačce utrpí vážné zranění a Vojta má výjezd k záchraně vlastního bratra. Když dostal nabídku na dlouhodobou stáž v Londýně, kvůli Jardovi odmítl. Ten pak s pomocí přítelkyně Alžběty nachází smysl života v hudbě.
10. 1968. Nástup sanitek Š 1203. Milovník žen a atraktivní lékař Skalka se dostává do komplikovaného případu, který vypadá nejdříve jako sebevražda, ale jde o manželskou nevěru. Milenec vdané ženy mu způsobuje nepříjemnosti. Mezitím se dozvídá o své smrtelné chorobě a zanedlouho umírá. Kolegové poté vzdávají poctu jeho památce.
11. 1975. Závěrečný díl vychází ze skutečné události, havárie letadla v Suchdole. U ní pražská Záchranná služba zasahuje. Na závěrečnou jízdu vyjíždí doktor Jandera v sanitce s oranžovým pruhem, která tento pruh v pražských ulicích ztrácí.